# Mahmoud Ahmed Abdin
Mahmoud Ahmed Abdin (4 de outubro de 1906 – 4 de janeiro de 1954) foi um esgrimista egípcio que participou dos Jogos Olímpicos de Verão de 1928, 1936 e de 1948, sob a bandeira do Egito.